# Florencia, Caquetá
Florencia là một khu tự quản thuộc tỉnh Caquetá, Colombia. Thủ phủ của khu tự quản Florencia đóng tại Florencia Khu tự quản Florencia có diện tích 2262 ki lô mét vuông. Đến thời điểm ngày 28 tháng 5 năm 2005, khu tự quản Florencia có dân số 96247 người.